# 克劳斯多夫
克劳斯多夫是德国梅克伦堡-前波莫瑞州的一个市镇。总面积11.67平方公里，总人口642人，其中男性316人，女性326人（2011年12月31日），人口密度55人/平方公里。